# タイザン県
タイザン県（タイザンけん、ベトナム語：Huyện Tây Giang / 縣西江?）は、ベトナム社会主義共和国クアンナム省の県。面積は904.7 km²、人口は16,050人（2018年）である。

## 行政区画
10社から構成される。